# Цыпандин, Николай Иванович
Николай Иванович Цыпандин (род. 23 апреля 1966, Тарат, Якутская АССР) — советский, впоследствии белорусский самбист, призёр чемпионатов СССР, чемпион и призёр Европы и мира, обладатель Кубков СССР и мира, мастер спорта СССР международного класса, Заслуженный мастер спорта Республики Беларусь. В 1983 году окончил школу и поступил в Белорусский институт физической культуры.
Родился в селе Тарат Мегино-Кангаласского улуса. Почётный гражданин Мегино-Кангаласского улуса.

## Спортивные результаты
- Чемпионат СССР по самбо 1989 года — ;
- Чемпионат СССР по самбо 1990 года — ;
- Чемпионат СССР по самбо 1991 года — ;